# Amakusanthura tristania
Amakusanthura tristania là một loài chân đều trong họ Anthuridae. Loài này được Poore & Lew Ton miêu tả khoa học năm 1988.